# جيسي خواريز
جيسي خواريز (بالإنجليزية: Jesse Juarez؛ مواليد 8 مايو 1981) هو مُقاتل فنون قتالية مختلطة أمريكي.

## وصلات خارجية
- جيسي خواريز على موقع بيلاتور (الإنجليزية)
- جيسي خواريز على موقع شيردوغ (الإنجليزية)
- جيسي خواريز على موقع IMDb (الإنجليزية)